# Vrhovni sud Ujedinjenog Kraljevstva
Vrhovni sud Ujedinjenog Kraljevstva (eng. Supreme Court of the United Kingdom) je najviši sud u Ujedinjenom Kraljevstvu. Sud je ustanovljen ustavnim reforskim zakonom iz 2005. godine kojim je predviđeno da će ulogu najvišeg suda preuzeti novoosnovani Vrhovni sud umjesto Pravnih lordova. Pravni lordovi su imenovani članovi gornjeg Doma lordova britanskog Parlamenta koji su od 1876. godine djelovali kao najviši sud u državi. 
Novim ustavnim zakonom željelo se jasno razgraničiti zakonodavnu od sudbene vlasti jer je dotada britanski sustav pravosuđa imao posebnost da su članovi jednog od domova parlamenta sudili kao vrhovni sud. Vrhovni sud je s radom započeo u listopadu 2009. godine. Dosadašnji pravni lordovi postali su prvi vrhovni suci u povijesti Ujedinjenog Kraljevstva. Sud ima 12 vrhovnih sudaca, a trenutačno se očekuje imenovanje dvanaestog. Sud sudi kao sud posljednje instance za engleske, velške i sjevernoirske sudove te za škotske sudove u građanskim parnicama. 

## Članovi Vrhovnog suda
- Lord Phillips of Worth Matravers, predsjednik
- Lord Hope of Craighead, zamjenik predsjednika
- Lord Saville of Newdigate
- Lord Rodger of Earlsferry
- Lord Walker of Gestingthorpe
- Lady Hale of Richmond
- Lord Brown of Eaton-under-Heywood
- Lord Mance
- Lord Collins of Mapesbury
- Lord Kerr of Tonaghmore
- Lord Clarke of Stone-cum-Ebony

## Vanjske poveznice
- Ministarstvo pravosuđa: Službene stranice Vrhovnog suda  Arhivirana inačica izvorne stranice od 2. srpnja 2007. (Wayback Machine)